# 國家安全局 (阿富汗)
阿富汗國家安全局（NDS，普什圖語：、達利語： ریاست امنیت ملی，又被稱為Amniyat及Amaniyat）是阿富汗政府的情報機構。根據報導，該單位直屬於阿富汗總統與國民議會之下。此外，阿富汗國家安全局在全國設置了約三十個部門和分支，估計雇用人數有1.5至3萬人左右，這些人大多數由美國國土安全部、北大西洋公約組織所訓練。
2021年塔利班接管阿富汗後，阿富汗國家安全局遭到廢除，並於2021年成立新的情報總局。

## 首長
- Muhammad Arif Sarwari（英语：Muhammad Arif Sarwari） (2001年10月 – 2004年2月)
- 阿姆魯拉·薩利赫 (2004年2月 – 2010年6月)
- Ibrahim Spinzada（英语：Ibrahim Spinzada） (2010年6月 – 2010年7月，過渡期首長)
- Rahmatullah Nabil（英语：Rahmatullah Nabil） (2010年7月 - 2012年9月)[2]
- Asadullah Khalid（英语：Asadullah Khalid） (2012年9月 – 2013年8月)
- Rahmatullah Nabil（英语：Rahmatullah Nabil） (2013年8月 - 2021年)